# 拜尔施泰特
拜尔施泰特是德国下萨克森州的一个市镇。总面积9.59平方公里，总人口406人，其中男性194人，女性212人（2011年12月31日），人口密度42人/平方公里。